# 오페라 (기업)
오페라(Opera, 이전 이름: 오페라 소프트웨어 AS, Opera Software AS)는 노르웨이의 소프트웨어 기업으로, 웹 브라우저 오페라로 잘 알려져 있다. 오페라 소프트웨어는 W3C로의 참가를 통해 웹 표준을 제고하는 데 기여하고 있다.